# Bolide de la mer de Béring du 18 décembre 2018

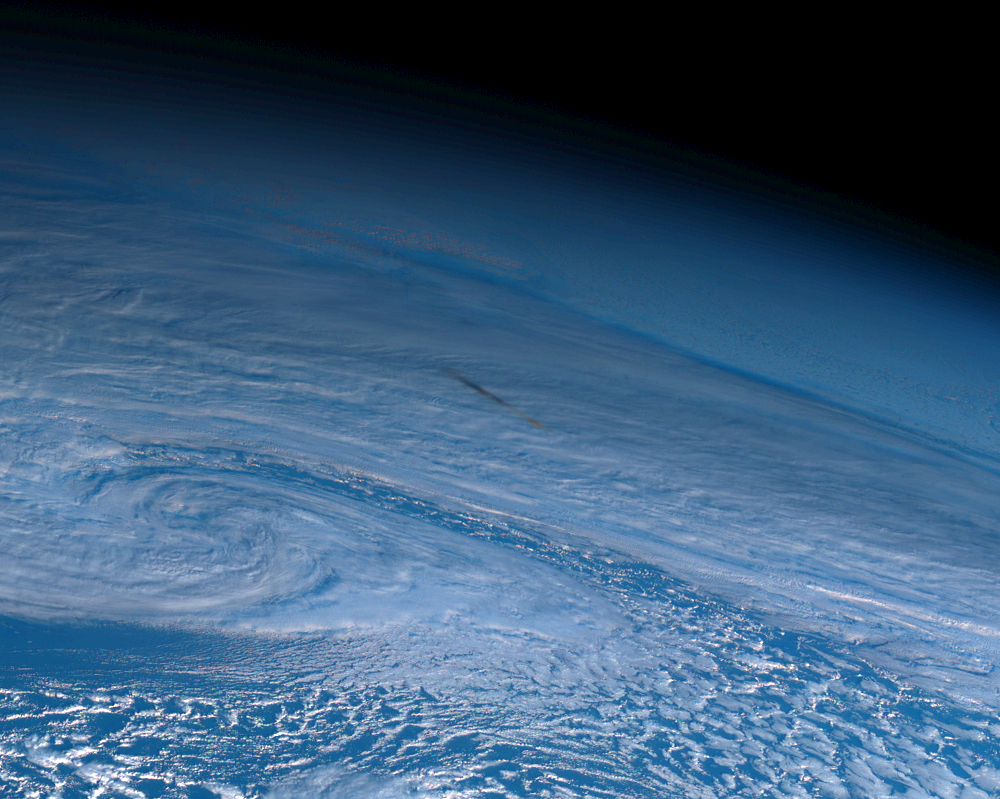
Bolide de la mer de Béring du 18 décembre 2018, vu depuis le satellite Himawari 8.
(Trainée sombre au centre de l'image.)

Le 18 décembre 2018 vers 03 h 50 TU, un bolide se désintègre dans le ciel de la mer de Béring, par 58,6 degrés de latitude nord et 174,2 degrés de longitude ouest, à l'est de la péninsule du Kamtchatka.
Le bolide est détecté par au moins 16 stations infrasons à travers le monde. L'énergie totale calculée de l'impact est de 173 kilotonnes de TNT, soit un peu plus d'une dizaine de fois l'énergie de la bombe atomique lancée sur Hiroshima (15 kt) et environ 40 % de celle du superbolide de Tcheliabinsk (440 kt). 

L'évènement est dû à un petit corps d'environ 10 à 14 mètres pour une masse de 1 600 tonnes. Un corps de cette taille atteint l'atmosphère terrestre environ une fois par décennie. L'impacteur explose à 25,6 kilomètres au-dessus de la surface de la Terre.
Ce bolide est le plus important depuis le superbolide de Tcheliabinsk du 15 février 2013.